# Colleen Atwood
Colleen Atwood, född 25 september 1948 i Yakima, Washington, är en amerikansk Oscarbelönad kostymdesigner. Hon har Oscarnominerats flera gånger, och belönades med Oscar för filmerna Chicago 2003,  En geishas memoarer 2006, Alice i Underlandet 2011 och Fantastiska vidunder och var man hittar dem 2017. Colleen Atwood har flera gånger samarbetat med regissörerna Tim Burton och Jonathan Demme. Atwood har designat kostymer för över 50 filmer.

## Filmografi, i urval
- 1988 – Gift med maffian
- 1990 – Edward Scissorhands
- 1991 – När lammen tystnar
- 1993 – Philadelphia
- 1994 – Ed Wood
- 1994 – Unga kvinnor
- 1996 – Mars Attacks!
- 1997 – Gattaca
- 1998 – Älskade
- 1999 – Sleepy Hollow
- 2001 – Apornas planet
- 2002 – Chicago
- 2003 – Big Fish
- 2004 – Lemony Snickets berättelse om syskonen Baudelaires olycksaliga liv
- 2005 – En geishas memoarer
- 2005 – Mission: Impossible III
- 2007 – Sweeney Todd
- 2010 – Alice i Underlandet
- 2011 – In Time
- 2012 – Dark Shadows
- 2012 – Snow White and the Huntsman
- 2012 – Arrow (TV-serie)
- 2014 – Big Eyes
- 2014 – Into the Woods
- 2014 – The Flash (TV-serie)
- 2016 – Alice i Spegellandet
- 2016 – The Huntsman: Winter's War
- 2016 – Miss Peregrines hem för besynnerliga barn
- 2016 – Fantastiska vidunder och var man hittar dem
- 2018 – Tomb Raider
- 2018 – Fantastiska vidunder: Grindelwalds brott
- 2019 – Dumbo